# Agathepark

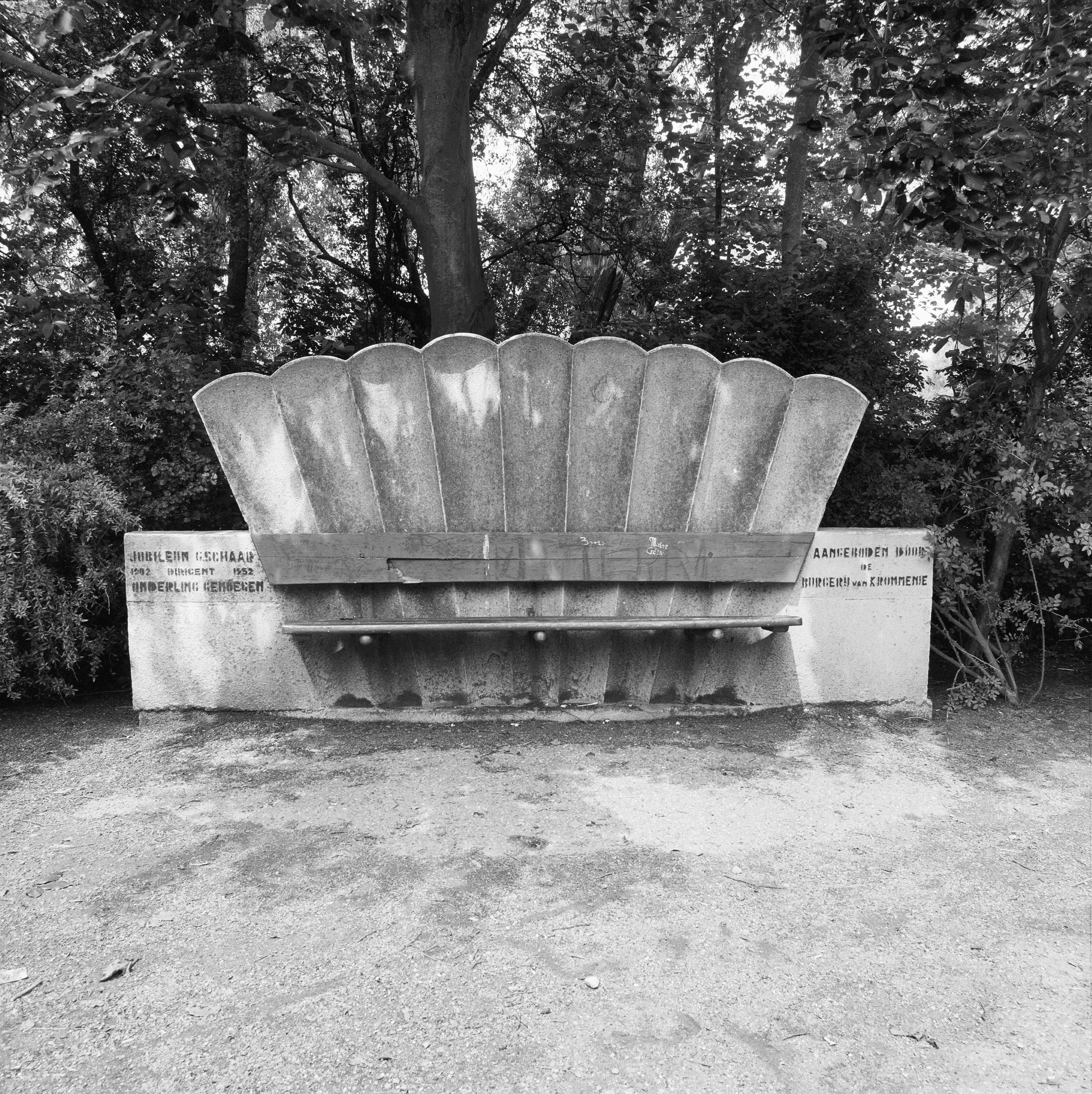
Gerrit Schaarbank in het Agathepark in 1985

Het Agathepark is een park in het oosten van Krommenie.

## Ontstaan
De oorspronkelijke naam van het weiland waar nu het Agathepark ligt, is 'Vlieland'. Dat gebied kon destijds worden overgenomen van enkele boeren. Het startkapitaal daarvoor van fl. 3.000,- voor de overname werd in 1927 aan de gemeente Krommenie geschonken door sigarenfabrikant B. Baars met de uitdrukkelijke bedoeling een park aan te leggen.

## Jaren 1929 - 1931
Het Agathepark is tussen 1929 en 1931 (de crisistijd) aangelegd als werkgelegenheidsproject. De Nederlandsche Heide Maatschappij tekende voor het ontwerp van het Agathepark. Agathe Kaars Sijpesteijn-Crok heeft haar man, een belangrijke Krommenieër fabrikant, zover gekregen om het tekort voor de aanleg, te weten een bedrag van fl. 43.000,- uit zijn eigen vermogen aan te zuiveren. Bij gebrek aan werk in zijn fabriek liet Kaars Sijpesteijn zijn personeel aan het park werken zodat hij hen niet hoefde te ontslaan wegens de crisis. Als tegenprestatie diende de gemeente uiteraard wel mee te betalen aan de aanleg van het park.
Het idee voor het Agathepark was als volgt. Het park zou uit twee gedeeltes moeten gaan bestaan; een negentiende-eeuws wandelpark en een twintigste-eeuws volkspark. Het wandelpark kreeg een aantal bijzondere bomen. Het noordelijk deel was ruimtelijker en gelegen rondom speelweiden. De twee parken werden verbonden middels een hoge voetbrug. Die hoge voetbrug zorgde ervoor dat boerenpramen er ongehinderd onderdoor konden varen.
Op 12 september 1931 is het park officieel geopend. Pas drie jaar later kreeg het officieel de naam 'Agathepark'. De naam werd gegeven als dank voor de financiële steun die de naamgeefster (Agathe Kaars Sijpesteijn-Crok) had bewerkstelligd.

## Jaren 50

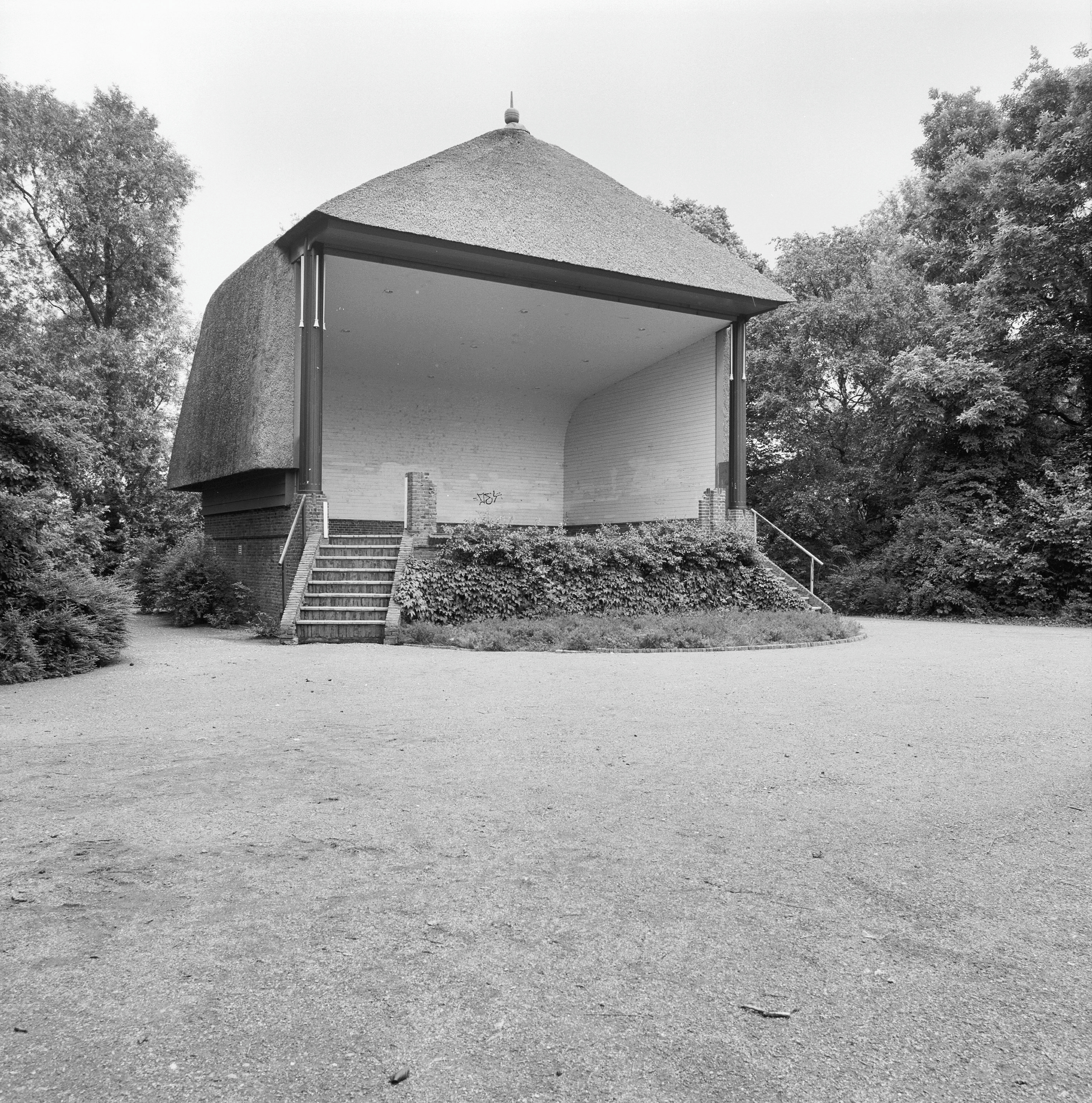
Muziektent in het Agathepark in 1985

P. van Walbeek ontwierp de muziektent. In de loop der jaren brandde dit bouwwerk verscheidene keren af. Oorspronkelijk stond er naast de muziektent ook nog een volière met onder meer tropische vogels, duiven en pauwen. In 1955 verrees er naast de muziektent een bank. Het was een geschenk voor Gerrit Schaar, die vijftig jaar dirigent was van het fanfare-orkest Onderling Genoegen. Een jaar later, bij het 25-jarig jubileum, werd het Agathepark verrijkt met een driestralige fontein.

## Jaren 60

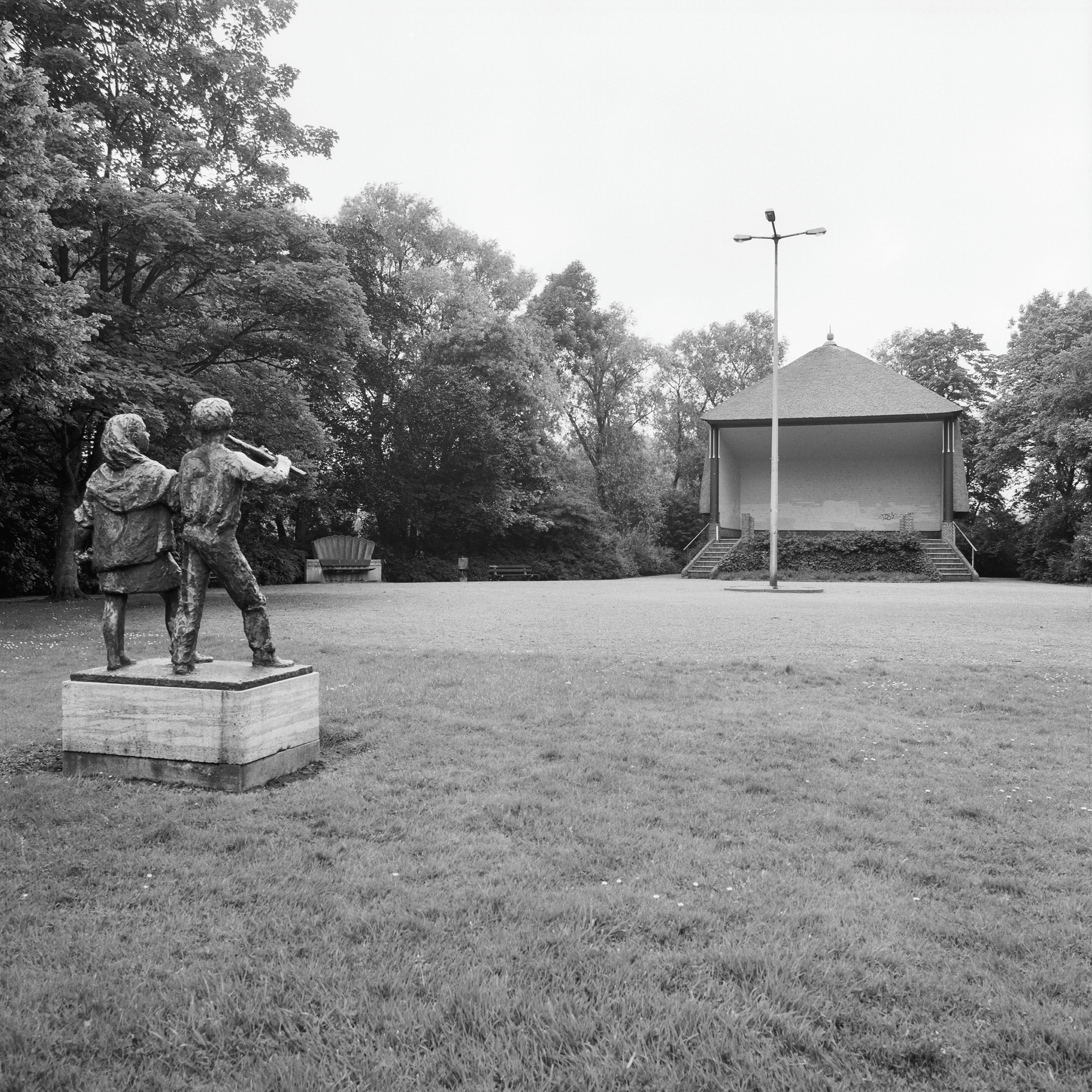
Beeldje en muziektent in 1985

De jaren zestig golden als de bloeitijd van het park. In mei 1965 kreeg het park een nieuwe aanvulling. De Verblifa schonk het park een in brons gegoten beeldje van een fluitspeler en een meisje. Dit was een ontwerp van de Slotense beeldhouwster Gerarda Rueter. Verderop in het park is ook nog een sokkel van een zonnewijzer zichtbaar. De complete zonnewijzer was in 1966 een geschenk van mevrouw Pigeaud Kaars Sijpesteijn.

## Jaren 80
Wegens bezuinigingen was het dagelijkse onderhoud van het park gestopt. Het gevolg daarvan was dat het park snel verviel. Verloedering en vernielingen zorgen ervoor dat het park een troosteloos park werd. Zo werd eind jaren tachtig de Gerrit Schaarbank vernield, waren de paden meer modderpaden, was de brug naar het achterpark kapot en was de vogelvolière ontruimd. De bekende Krommenieër Jan Raap nam toen het initiatief om de gemeente Krommenie te stimuleren het park op te knappen. Een handtekeningenactie en de oprichting van de adoptieclub ‘Vrienden van het Agathepark’ betekenden het keerpunt. Het park werd in de jaren negentig in de oude luister hersteld.

## Heden
Inmiddels is het park opgedeeld in drie gedeeltes; een wandelpark met volière, een speelweide met speeltoestellen en het gebied rondom de muziektent heeft inmiddels petanquevelden. In dit gedeelte van het park wordt onder meer het jaarlijkse parkpop georganiseerd en daarnaast ook om het jaar, door de Raad van Kerken Krommenie Assendelft, een oecumenische openluchtkerkdienst.

## Bebouwing
Rondom het park zijn een aantal huizen gebouwd, speciaal ter gelegenheid van de aanleg van het park. Dit betreft een aantal huizen aan de Parklaan en aan de Eikelaan. De huizen zijn ontworpen en gebouwd door de gebroeders Hondema.